# Fontanières
Fontanières é uma comuna francesa na região administrativa da Nova Aquitânia, no departamento de Creuse. Estende-se por uma área de 15,91 km². Em 2010 a comuna tinha 249 habitantes (densidade: 15,7 hab./km²).